# 新邁納
新迈纳（羅馬化：Novaya Mayna）是俄罗斯乌里扬诺夫斯克州的市级镇，为该州梅列克斯区第二大聚居地。地处乌里扬诺夫斯克州东北部，位于区行政中心季米特洛夫格勒东南、州府乌里扬诺夫斯克东偏南方，东距乌里扬诺夫斯克州与萨马拉州州界约36公里（通过公路）。
伏尔加河流域大阿夫拉利河（Большой Авраль）流经该镇北部，其一支流小阿夫拉利河从镇内穿过。
该地2022年人口有5,162人；2010年人口5,948；2002年人口6,505；1989年人口5,662。